# 亨利·萨维尔
亨利·萨维尔（英語：Henry Savile，1642年？月？日—1687年10月6日），是英国外交官、国会议员，哈利法克斯侯爵的弟弟，曾担任副宫务大臣、驻法国公使。